# Palazzolo sull’Oglio
Palazzolo sull’Oglio (lombardul: Palasöl) település Olaszországban, Lombardia régióban, Brescia megyében. Lakosainak száma 20 106 fő (2023. január 1.). Palazzolo sull’Oglio Adro, Capriolo, Chiari, Erbusco, Palosco, Telgate, Castelli Calepio, Cologne, Grumello del Monte és Pontoglio községekkel határos.

## Népesség
A település lakossága az elmúlt években az alábbi módon változott:
| Lakosok száma | 20 062 | 20 026 | 20 125 | 20 106 |
|               | 2017   | 2018   | 2020   | 2023   |